# Gōtsu, Shimane
Gōtsu (江津市 Gōtsu-shi) là một thành phố thuộc tỉnh Shimane, Nhật Bản.